# Apodaca (Álava)
Apodaca (en euskera y oficialmente Apodaka) es un concejo del municipio de Cigoitia, en la provincia de Álava, España.

## Despoblado
Forma parte del concejo el despoblado de:
- Ascoa.[1]

## Historia
Hacia mediados del siglo XIX, el lugar, ya por entonces perteneciente a Cigoitia, tenía contabilizada una población de 97 habitantes. Aparece descrito en el segundo volumen del Diccionario geográfico-estadístico-histórico de España y sus posesiones de Ultramar de Pascual Madoz con las siguientes palabras:

APODACA: l. en la prov. de Alava, dióc. de Calahorra (19 leg.), vicaria y part. jud. de Vitoria (1 1/4), herm. y ayunt. de Gigoitia (1); sit. sobre una alta peña y á las márg. del riach. Zalla ó Lendia: clima sano: la igl. parr. (San Martin ob.) está servida por un beneficiado; en el térm. se halla una igl. (Ntra. Sra. de Ascua), cuya fáb. ant., y las ruinas que en sus inmediaciones se descubren, inducen á creer fuera en su tiempo algun edificio de templarios: hoy es propiedad de la órden de San Juan de Mata. Confina al N. Letona, por E. Echavarri, por S. Artaza, y á O. el monte Arrato que se estiende con la misma direccion hasta unas 8 leg.: por esta parte le baña el indicado riach. sobre el cual tiene un molino harinero; el terreno es áspero con algunas encinas, pero participa de alguna tierra de cultivo de buena calidad: prod.: cereales, algunas legumbres, poca hortaliza y frutas: cria ganado y disfruta de alguna pesca: pobl.: 19 vec.; 97 alm.: contr. (V. Alava intendencia).
(Madoz, 1845, p. 366)

En 2022, tenía empadronados 159 habitantes.

## Demografía
| Gráfica de evolución demográfica de Apodaca entre 2000 y 2017 |
|                                                               |
| Población de derecho según los censos de población del INE.   |

## Patrimonio
Hay en el concejo una iglesia de San Martín. Hubo, asimismo, una iglesia de Nuestra Señora de Ascua.